# 放送法遵守を求める視聴者の会
一般社団法人放送法遵守を求める新・視聴者の会（ほうそうほうじゅんしゅをもとめるしん・しちょうしゃのかい）は、日本の一般社団法人。通称「新・視聴者の会」。団体改称前は「放送法遵守を求める視聴者の会」。

## 概要
2015年に第3次安倍内閣によって提出され、国会で議論された平和安全法制について、同年9月16日放送の『NEWS23』（TBSテレビ）にて、番組のアンカーである岸井成格が「安保法案は憲法違反であり、‟メディアとしても”廃案に向けて声をずっと上げ続けるべき」と発言した。この岸井の発言に対し、
- 「放送事業者は、国内放送及び内外放送の放送番組の編集に当たっては、次の各号の定めるところによらなければならない（第4条）」「政治的に公平であること（第2号）」「意見が対立している問題についてはできるだけ多くの角度から論点を明らかにすること（第4号）」と記された放送法第4条1から4項に違反する可能性がある
- 国民がマスコミによって「知る権利」を奪われかねない

と主張し、すぎやまこういちを代表とする7人の文化人が呼びかけ人となり、同年11月1日付で「放送法遵守を求める視聴者の会」が設立された。
呼びかけ人のひとりであるケント・ギルバートは、9月22日付のブログで自身が『NEWS23』にVTR出演した際にオンエアに悪質な印象操作があったと述べており、
と、皮肉を交えながら不満を述べていた。

### 主張
公平公正な報道を放送局に対して求め、国民の「知る権利」を守る活動を行うとしている。特定の政治的思想は持たず、いかなる立場の政治的主張であろうと、アンバランスで極端に偏向した姿勢での報道は許されないとして、政治的立場がどうあれ公正な報道姿勢が守られていない限り、マスコミに対してその是正を求めてゆくことを方針としている。会の目的は放送局やニュース番組を糾弾することではなく、視聴者の立場から放送局に対し、放送法第4条を遵守し公平公正な報道により、国民の「知る権利」を守るよう求めてゆくことであり、公平公正な報道が実現されることのみが目的であるとしている。放送法に罰則を設けるなどの法改正は求めておらず、放送局が現行の放送法第4条を遵守しさえすれば、法改正の必要は無いという立場をとっている。特定の政治家や政治団体との関係は持っておらず、そのような関係を厳に断りながら運営する方針である。新聞については法的規制は無いため、新聞の主張内容や報道姿勢を監視する運動は行っておらず、あくまで対象は放送法の規制下にある放送事業者のみであるとしている。

## 活動・発言

### 放送法第4条の遵守を求める意見広告
視聴者の会は、2015年11月15日に産経新聞、11月16日に読売新聞の朝刊にて、安保法制におけるNHKや民放キー局が制作している報道番組での賛成反対両論放送時間を集計し円グラフで比較、『NEWS23』『報道ステーション』『NEWS ZERO』で90%以上の時間が反対意見に割かれていると述べ、メディアが反対派に偏った報道をしている、と主張した上で、放送事業者に対し放送法第4条の遵守を求める意見広告を出した。

さらに、同年11月26日に記者会見を行い、事務局長の小川榮太郎は
と述べた。
その後、視聴者の会は、岸井、TBS、総務省に対し放送法第4条を遵守するよう求める公開質問状を送った。12月22日付で、総務省とTBSは視聴者の会からの質問状に対する返答を公表した。
総務省の高市早苗大臣は、
と回答した。
また、TBSは
と回答した。
しかし、岸井本人からの返答は無かった。これに対し、視聴者の会は
とのコメントを出した。

#### 会に批判的なキャスターの相次ぐ降板
2016年1月15日に、岸井が『NEWS23』のレギュラー出演を降板することが発表された。TBS広報部は「（昨年9月の）騒動以前に岸井さんと話し合っていたこと。政治的圧力や意見広告などは全く関係ありません」と説明した。その後、岸井が4月以降から新たにTBSテレビと「スペシャルコメンテーター」として専属契約をした事が発表され、『NEWS23』や『サンデーモーニング』、『選挙特番』を含め横断的に出演する事が決定した。さらに、2016年3月31日を以てキャスターの古舘伊知郎が『報道ステーション』を降板することが明らかとなったが、テレビ朝日の早河洋会長は「政権からの圧力とか、まったく関係ない。出演の終了ということに尽きる」と説明し、古舘も「巷でですね、何らかの圧力がかかってやめされられるということでは一切ございません。それが真相です」と圧力説を否定した。
事務局長の小川は、共同通信のインタビューに回答した内容が配信記事に掲載されなかったとして、自身のFacebookにて、
2. TBSテレビ専属のスペシャルコメンテーターとしてならば、番組の中で同じ発言した場合、問題はないという認識でよいか? の問いに、
3. 『報道ステーション』古舘氏、『クローズアップ現代』（NHK）の国谷氏、岸井氏の3氏が降板、テレビの変化をどうお感じか? の問いに、
との回答内容を公表した。

### 高市大臣の電波停止発言
2016年2月8日に衆議院の予算委員会で、民主党の奥野総一郎が視聴者の会が総務省に送付した公開質問状の内容を取り上げて、放送局における放送法の解釈について国会質問を行った。委員会では、放送法第4条に対する従来の総務省の見解である「1つの番組ではなく事業者の番組全体を見て判断すること」という解釈を「個々の番組内で放送法第4条を十分尊重すること」に改めるべきであるという視聴者の会からの提言に関して議論が行われた。放送局の政治的公平性についてNHKの籾井勝人会長は
と答弁した。また、誰が放送局による政治的公平性を判断するのかという質問に対して籾井は
と答弁した。総務大臣の高市早苗は、政党の党首を順繰りに日を変えてインタビューしていくような場合など、1つの番組のみで政治的公平性を確保することが物理的に困難な場合があることは認めながらも、視聴者の会の公開質問状への返答と同じく、選挙前に特定の政党や支持者のみを取り上げたり、国論を二分するような政治問題を一方の主張ばかり繰り返して放送した場合は政治的な公平を確保しているとは認められないとした。その上で、
と答弁した。また、偏向的な放送が続いた場合に電波法に基づいた電波停止という措置は行うのかという質問に対しては
と答弁した。
2016年2月15日に視聴者の会は記者会見を開き、高市大臣の発言をめぐる放送局の報道に関する検証結果を報告した。報道ステーションは2月9日、高市大臣が政治的公平性を欠いた放送を繰り返した放送局に対し、電波法に基づき電波停止を命じる可能性について国会答弁したことを報じた。これに対し、視聴者の会の調査によると高市発言に対する賛成的内容の放送時間が106秒、反対的内容が299秒、中立的内容が192秒であったと発表した。その上で、番組で「政権批判で“電波停止”も？　高市大臣　再び発言に波紋」というテロップが表示され続けたと主張し、視聴者の会は
と述べた。また、会見では2月13日付読売新聞朝刊に、会の目的などを記した意見広告を出稿したことを報告。小川は朝日新聞にも意見広告の出稿を申し入れたことを明かし
と述べた。

#### 高市発言に関連する世論調査
この高市大臣の国会答弁を受けて行われた世論調査では、国民の多くがこの発言を問題視していることが明らかとなった（以下の表を参照）。
| 質問事項 | 高市早苗総務大臣は、政治的公平性を著しく欠く番組を、繰り返し放送した放送局があった場合は、法律に基づいて、その放送局の放送を停止させることもあり得るとの考えを明らかにしました。あなたは、高市大臣の発言について、どのようにお考えですか？ | 高市早苗総務大臣は、政治的公平性を著しく欠く番組を、繰り返し放送した放送局があった場合は、法律に基づいて、その放送局の放送を停止させることもあり得るとの考えを明らかにしました。あなたは、高市大臣の発言について、どのようにお考えですか？ |
| 回答     | 「発言はテレビ局を萎縮させかねないもので問題だ」 | 45.6% |
| 回答     | 「発言は問題だが、放送内容に悪い影響を与えるとは思わない」 | 31.5% |
| 回答     | 「高市大臣の発言は問題ない」 | 11.5% |
| 回答     | 「わからない」、「答えない」 | 11.5% |
| 調査方法 | RDD電話調査。調査日は2016年2月19〜21日。対象者は有権者2145人で、回答数は1004人（回答率46.81％）。 | RDD電話調査。調査日は2016年2月19〜21日。対象者は有権者2145人で、回答数は1004人（回答率46.81％）。 |

| 質問事項 | 高市早苗総務大臣が、政治的公平でない放送が繰り返された場合、法律に基づいて、放送局の電波を停止する可能性があることを発言しました。あなたは、この発言は、問題があると思いますか、思いませんか？ | 高市早苗総務大臣が、政治的公平でない放送が繰り返された場合、法律に基づいて、放送局の電波を停止する可能性があることを発言しました。あなたは、この発言は、問題があると思いますか、思いませんか？ |
| 回答     | 問題があると「思う」 | 56% |
| 回答     | 問題があると「思わない」 | 15% |
| 調査方法 | 層化二段無作為抽出（全国125地点）。実施日は2016年2月20〜21日。対象者は1000人で、有効回答率は46.0%。                                                                                            | 層化二段無作為抽出（全国125地点）。実施日は2016年2月20〜21日。対象者は1000人で、有効回答率は46.0%。                                                                                            |

| 質問事項 | 放送法は、「表現の自由の確保」という目的のほか、「政治的に公平であること」といった基本方針を定めています。この放送法を理由に、テレビ局の報道内容が政治的に公平かどうかを政府が判断して、電波停止などを命じるのは妥当だと思いますか。妥当ではないと思いますか | 放送法は、「表現の自由の確保」という目的のほか、「政治的に公平であること」といった基本方針を定めています。この放送法を理由に、テレビ局の報道内容が政治的に公平かどうかを政府が判断して、電波停止などを命じるのは妥当だと思いますか。妥当ではないと思いますか |
| 回答     | 「妥当だ」 | 18% |
| 回答     | 「妥当ではない」 | 75% |
| 調査方法 | 郵送法（有権者3000人が対象）。2016年3月16日に調査票を発送、4月25日までに届いた返送総数2077のうち有効回答数は2010で、回収率は67%。 | 郵送法（有権者3000人が対象）。2016年3月16日に調査票を発送、4月25日までに届いた返送総数2077のうち有効回答数は2010で、回収率は67%。 |

### 公開討論
一方で、高市大臣の国会答弁に対して、2016年2月29日、岸井成格、田原総一朗、金平茂紀、青木理、大谷昭宏、鳥越俊太郎、田勢康弘（会見には欠席）のジャーナリストが記者会見で批判を展開。このジャーナリストらは、視聴者の会からの公開質問状に回答しなかったが、それについては「低俗なあれにコメントするのは時間の無駄だ。だが、安保法制については、憲法違反で、自衛隊のリスクが一気に高まり、戦後の安保体制が180度変わる。それをあんなに反対の多い中で形で強行採決していいのか。誰が考えたって、批判するのは当たり前のこと。それがダメだと言われたら、メディアは成り立たない」などと主張した。さらに、視聴者の会が読売新聞と産経新聞に出稿した意見広告については「最初は何の広告か、さっぱり分からなかった。本当に低俗だし、品性どころか知性のかけらもない。ひどいことをやる時代になった。恥ずかしくないのか疑う」等と述べた。さらに、自身の「NEWS23」のアンカー降板については「圧力に屈したとは思っていない。具体的に私に意見を言ってきた人もいない」と圧力による降板説を否定した。
同年3月7日、この記者会見を受けて、視聴者の会は「多くの点で鋭く対立すると感じた」として、岸井、田原らジャーナリスト7人に放送法4条や高市大臣の発言の妥当性などについて、3対3での公開討論を呼び掛ける文書を送付した。同時に公開討論会をNHKにて主催、放送してもらえるようにNHKにも文書を送付した。NHKでの開催が困難な場合は、すみやかに会場と日時を協議・決定し、生放送の討論会を開催するとした。視聴者の会からは小川、上念、ケントの3人が討論会に出席するとし、「共有できる論点は共有し、対立の所在を明らかにし、今後の日本の健全な放送事業の発展に資する議論を、国民各層に広く認知いただきたい」
「放送事業の当事者であるジャーナリストの皆様とこの機会に是非、視聴者の知る権利と言論の自由の在り方について深い議論の場を持てる事を期待しております」との声明を出した。
その後、NHKからは「番組の構成や演出、出演者の選定、放送日や時間などについて、あくまでも自主的に判断しています」と、討論会の番組制作については事実上拒否とする返答があったが、ジャーナリスト7人からは誰からも出欠の連絡は無かった。これに対して視聴者の会は「今回は呼びかけと提案にお応えして頂くことが叶わず大変残念ですが、公開討論会を望む声が多く存在する限りにおいて、諦めることなく実現へ向けて努力して参りたい所存です」との声明を出した。
同年3月24日、岸井、田原、青木、大谷、鳥越の5人が日本外国特派員協会にて再び記者会見を開き、高市大臣の電波停止発言について改めて「見過ごすことができない」として高市大臣に発言の撤回を求める声明を発表した。岸井は高市大臣の発言について「高市総務大臣の発言は黙って聞き逃すことのできない暴言です。謝罪して撤回するのか、このまま開き直るのか、非常に重大な局面です。発言が憲法と放送法の精神に真っ向から反するということを知らなかったとすれば、担当大臣として全く失格であり、知っていて故意に曲解したのであれば言論統制への布石であり、安倍政権全体の責任であることは免れません。どこまでも追及していくつもりです」と主張した。また、自身の「NEWS23」のアンカー降板については「私に対して直接、間接の政権側からの圧力は一切ない。それを感じさせるものも私の周辺ではない。おそらく相手も、それをやれば、私が番組でそれを明らかにして批判することは、当然察知しているだろうと思う」「タイミングが非常に悪かった」と、改めて政権や視聴者の会からの圧力による降板説を否定した。一方で視聴者の会の意見広告に対して「いろんなものが集まって動き出したところに、ご存じのとおり、私を、（ニュース）23を批判する、とんでもない、私に言わせれば信じられないような気味の悪い意見広告が載った。そして、それと時期を同じくして（報道ステーションの）古舘（伊知郎）さんや（クローズアップ現代の）国谷（裕子）さんの交代が出てきたもんだから、そういう権力に民放側、NHKが萎縮しているのではないかという見方が出てきている」と主張した。しかし、視聴者の会からの公開討論の呼びかけを無視したことについては「（討論しても）平行線（になる）どころか...、あんなのばかばかしくてやるわけない。相手にするわけないよ」と述べた。
この2度目の記者会見を受けて、2016年3月27日、視聴者の会は「記者会見で一方的な意見を述べてばかりで、我々の呼掛けから逃げ続けることを、世人の眼から隠し通すことはできません」として、田原総一朗に公開討論を求める意見書簡を送付した。意見書簡では田原に対し
と呼びかけた。さらに、視聴者の会は4月1日に記者会見を開き、TBSが放送法4条違反していると称し、その続報、国民の知る権利と言論の自由を守るための国民運動と称した提言、田原からの回答内容についての報告を行うことを明かした。
同年5月10日、小川と田原による公開討論が行われた。討論の様子はニコニコ生放送で生中継され、月刊Hanadaの編集長である花田紀凱も取材に入った。討論の内容は花田が編集長を務める『月刊Hanada』7月号に掲載された。また、花田のニコニコ動画チャンネルにて録画放送が公開された
。
また、同年5月25日付で、小川名義で視聴者の会や高市総務大臣発言に批判コメントや記事を出した学者、メディア関係者、評論家ら27名に絞って、放送法に関する国民的な議論をすべく「公開討論」の呼び掛けを実行したが、誰1人応じなかった。
呼掛けから3週間後の、同年6月16日、千代田区内幸町の日本記者クラブにて、「テレビ報道と放送法－何が争点なのか」と言う、テレビ報道と放送法をめぐる公開討論会催された。「放送メディアの自由と自律を考える研究者有志」として、元日本民間放送連盟事務局企画部、著作権部で立教大学教授、メディア総合研究所所長の砂川浩慶、元テレビ朝日報道局デスク、民法労連書記次長で、メディア総合研究所事務局長、放送レポート編集長の岩崎貞明、東京大学名誉教授の醍醐聰と「視聴者の会」は小川、上念、ケントの3人で討論した。視聴者の会の側は、特別秘密保護法、安保法制の報道においての、「両論の時間比較」、放送メディア研究者の側は、「賛否バランスではなく、「情報の質」と充実した「調査報道」」を主に主張した討論で、終了後に醍醐から、考えの違う討論の機会は大事であると総括を受けた。

### 世界報道自由ランキングについての声明
2016年11月24日の視聴者の会 1周年記念会見の場にて、フランスのNGO団体国境なき記者団が毎年公表している、世界報道自由度ランキングにて日本の順位が第2次安倍政権以降年々下落しており、その順位が、中国共産党支配が及びつつある香港や、産経新聞元ソウル支局長であった加藤達也が崔順実ゲート事件での朴槿恵大統領（当時）に関するコラムを書いたことで名誉棄損で起訴されて出国禁止処分のうえ刑事裁判にかけられた韓国、アフリカの途上国タンザニアより低い順位 や、ランキング発表前日の同年4月19日に、国連特別報告者であるカリフォルニア大学アーバイン校教授のデイヴィッド・ケイが、国連人権委員会への「意見及び表現の自由に対する権利」に関する調査報告の中間報告として「日本の報道の自由は政府の圧力や抑圧によりのっぴきならない危機に瀕している」との発表内容に対し極めて疑わしいとの見解を持ち、ケイに対しオープンレターを送付した事を発表し、重ねて国連報告がクマラスワミ報告の場合と同様、日本の報道は国連報告が出てしまうと追随し、検証機関ではなく洗脳機関になってしまい、報告の虚偽性を政治利用されない事を内閣官邸及び総務省、外務省に対する声明を発表した。

### メディア報道とBPO等の在り方についてのアピール
2017年3月28日、麹町のホテルにて記者会見を行い、すぎやまの代表呼びかけ人辞任と退会、百田の代表呼びかけ人就任を発表した。
しかし、この件については、後年の2018年10月4日に発売された『週刊文春』2018年10月11日号にて、新潮45休刊の関連記事として小川を特集し、小川とすぎやまの間で視聴者の会の運営資金の対しての紛議を生じ、すぎやま夫人が小川の私的流用を疑いを持った事で上述の結果となった。その後、2019年12月9日付ですぎやまは現体制下の同会へ顧問として復帰した。
学校法人森友学園関連の報道については、安倍昭恵の証人喚問を求める意見のみを取り上げる報道が目立つ 一方で、辻元清美に関する「3つの疑惑」についての報道が少ない と主張した。
放送倫理・番組向上機構(BPO)については、第三者性に疑義があるとして、これを解散し、国民の声を反映した独立規制機関をつくるべきと主張した。また、電波オークション制度の導入も提言した。
記者会見にゲストとして招かれた有本香は、豊洲市場移転問題関連のテレビ報道では元東京都知事の石原慎太郎が恰も犯罪を犯したかの様に扱われており、人権面の配慮を欠いている と述べた。

### 一般社団法人化へ移行と世論調査
2017年7月12日、事務局長が小川から上念へ交代することが公表された。2017年8月29日に催された理事会にて、共同呼び掛け人の任意団体の体制から理事を設け、一般社団法人化に向けて体制に構成変更移行を表明した。小川の退任理由はこの時には名言されなかったが、前述のすぎやまの代表呼び掛け人退任と同様、小川の資金の私的流用で上念等が諭し退任を促しての結果で、多額の債務超過状態で団体を引継いだ。この件は、文春誌発売前に視聴者の会及び新たに代表理事となった百田のニコニコ生放送の有料チャンネル内の配信番組 にて事実経過を説明している。
理事構成は、百田尚樹代表理事、上念司理事・事務局長、ケント・ギルバート理事、福島香織理事、田中秀臣理事。
2018年4月2日付にて、一般社団法人に変更した。それに伴い、新規の理事に有本が加わった。同年3月30日から4月1日の期間に初めて、大手新聞社、通信社、放送局が採用している調査手法である乱数番号法（RDD方式）の世論調査を実施。2017年12月27日から28日に実施した、NTTコムリサーチの登録モニターから抽出した1000ユーザーへの調査 と同テーマである、「テレビの一般視聴者を対象に偏向報道に対する意識調査」を実施し、「偏向報道、「あると思う」が7割超、偏向報道があった番組スポンサーの商品を「買いたくない」約3割」と言う調査結果を発表した。2019年も4月1日から7日の間にRDD方式の世論調査を実施し、1000サンプルで「偏向報道の有無」の設問に対して「それなりにあると思う」の回答が前年比で3.4ポイント上昇したが、「偏向報道があった番組スポンサーの購買意欲」の設問に対して「買いたく無い」のポイントが前年比で1ポイント減少し、「買いたい」が1ポイント程上昇した。

### 番組スポンサー企業の株主総会への出席
当該団体の有料会員からの寄附金を元に、放送監視レポートで特に番組名が列挙される『報道ステーション』、『NEWS23』、『サンデーモーニング』の番組提供を行ってる企業の株式を購入し、株主総会に出席する行動を開始。『報道ステーション』の提供スポンサーであるセブン&アイホールディングスの株式を購入し、2019年5月23日に行われた第14回定時株主総会に事務局長である上念が出席し、当該団体の肩書きを名乗り経営幹部に2019年のRDD方式の世論調査を元に質問と当該団体名義の質問書提出を行った。

### 内紛に伴う解任及び再々新団体移行
2021年1月14日、代表理事、理事である百田と有本が、2020年12月に行われた当該団体決算時に上念が活動資金稼ぎ事業の1つであるオンラインサロンの収益金 の内部留保をRDD及びネットモニター調査に幾らか足らない金額が積み残されたので、偏向報道が左翼や外国勢力などによる影響力工作結果の可能性をテキストマイニングの手法を使い、政治的なバイアスを数値化させる掛谷英紀（筑波大学システム情報系准教授）と江崎道朗（情報史学研究家）への委託研究を思い付き、決算時前から百田には提案の根回しを行ない、賛同を得てたが、有本が強行に拒否し、百田も同調し掌を返した事案で有本及び百田が自身のTwitterアカウントにて、上念が会の収益金を横領してる雰囲気を疑わさせるツイートをした 事で、上念への濡れ衣に対して、百田が有本への自省を促さず逆に事態を煽った事、当該団体への名誉と信頼の毀損及び掛谷への不名誉な濡れ衣、政治的主張による個人的意見の相違を会の運営に持込んだ事による、百田、有本両名及び両名のTwitterアカウントフォロワーからのリプライ応酬等で紛議が生じた。その結果、1月26日付で緊急理事会を催し、百田と有本の解任決議が動議され、2人を解任した。団体名も「放送法遵守を求める新・視聴者の会」へと名称変更を行ない、代表理事に初期から呼び掛け人として名を連ねていたケントが就任し、新理事に元通産省・経産省官僚であった石川和男を新たに加え、同年2月1日にWebサイトも再度新団体名で立上げ直し、旧団体での過去調査データを無料公開すると指針を示した。また、前団体名でも顧問を務めたすぎやまと田中もそのまま留任の形で残留し、視聴者の会として公式に前述の掛谷に対する謝罪を行った。但し、百田と有本は自身のTwitterアカウントで、当該の団体枠である一般社団法人の「理事会」には理事解任権限が無い為、理事会で決議出来ない瑕疵のある召集通知は「無効」であると反駁したが、上念は両名にも召集通知は行っていると主張している。

## 言及

### 評価
産経新聞社ワシントン駐在客員特派員兼論説委員の古森義久は、視聴者の会の意見広告を受けて自身のコラムにて、『NEWS23』では岸井も他の出演人物たちもすべて安保法案への反対の立場を一貫して示し続け、安保法案可決前後2週間、同法案への賛成側の主張や動きは全く報じられなかったことを指摘している。しかも、岸井は単に意見を述べるコメンテーターではなく、放送局側を代表する立場にあり、そのTBS代表が堂々とすべてのメディアに対して安保法案の廃案を求め続けるべきだという特定の主張を表明したことは明らかに放送法違反として映ると批判している。
また、2016年4月13日の朝日新聞の朝刊に「TBS批判　まっとうな言論活動か」と題された、視聴者の会がTBSに対しスポンサー圧力を示唆する声明を出したことに対する批判を展開した社説が出たことに対して、古森は「朝日新聞の社説こそ、『まっとうではない』言論活動である」と述べた。朝日新聞が社説の中で
と主張しているのに対し、古森は
と述べた。さらに、視聴者の会がTBSのスポンサーに報道内容の検証結果を送付することを示唆していることに対しては
と述べた。
視聴者の会による意見広告を掲載した産経新聞は、視聴者の会の主張は視聴者として当然抱く疑問であり、公開質問状も回答できないような複雑な内容ではないため、岸井は自らが思うところを堂々と述べたらいいだけであり、返答できなかったということは岸井自身も自らの発言に問題があったと考えているのではないかと評している。また、岸井だけに問題があるのではなく、番組を仕切るキャスターにも、番組の責任者であるプロデューサーにも、そして番組を放送しているTBS自体にも責任があると批判した。さらに、メディアが視聴者に対して傲慢になっているのは、「単なる倫理規定」「従わなくても罰則はない」と制作者側が放送法を軽んじている姿勢に問題があるとし、「権力に対してチェック機能を果たすのがメディアの役割であり、批判するのであれば意見が偏っていても構わない」という「勘違いの正義感」も背景にあるのではないかと主張した。
産経新聞は自社のコラム「産経抄」にて、岸井は視聴者の会の意見広告に対して「低俗だし、品性どころか知性のかけらもない」と述べ、一方で同会の公開質問状への回答はしていない、こうした彼らの態度は「得心がいかない」と主張している。

### 批判
- 毎日新聞社は、視聴者の会の意見広告を批判している[89]。
- 日比谷野外音楽堂で行われた、安全保障関連法に反対する集会にて、岸井と大学の同じゼミ生で評論家の佐高信が意見広告を批判している[90]。
- 漫画家の小林よしのりが前述の公開討論呼掛けに対して、月刊SAPIOの担当編集者を通して、小川に対し自身のゴー宣道場（2016年6月5日）の番組出演のブッキングをしたが、小川のスケジュール都合で断りし、今後の日程調整を打診し、かつ小川が提示した日程について小林は断った。その後、突如小林が「小川が一方的にケツ捲り、今後もオファーを受けない」様な書き口で小川や視聴者の会を批判した[91][92][93]。

### その他
- 過去に賛同人であった岸博幸は、2016年4月1日日本記者クラブ主催で開催された「放送法を考える」という討論会にて、「（放送法4条は）倫理規範であって、法規範と考えるのはおかしい」「（萎縮してしまって）反撃できないメディアも情けない」と、リベラル派と同じように高市大臣の発言を批判した。しかし、そのような見解ならどうして視聴者の会の賛同者に名を連ねているのかという司会者からの疑問に対して、岸は「あれは名前を貸してほしいと頼まれたので応じたもの。意見広告の内容も知らなかった」と説明した。一方で会場の記者からは「さきほどから聞いていると、名前を貸しただけというのは無責任じゃないですか」「『視聴者の会』賛同者からすぐに降りるべきですよ」と岸に対して批判が寄せられた。その後、岸は自身のコラムにて視聴者の会の賛同人から名前を外したことを明かし、「（放送法4条をめぐる）議論が盛り上がってほしいという思いから、あまり深く考えずに視聴者の会の賛同人に名前を連ねたのですが、視聴者の会のすべての主張に賛成ではないのに名前を出したというのは軽率だったと深く反省しています」と述べた[94][95][96]。
- 2016年2月29日のジャーナリスト7人の記者会見で、鳥越俊太郎が視聴者の会の意見広告に対して、日本会議が広告費を出していると述べた。これに対して日本会議は、全面否定し撤回と謝罪を求めて抗議の声明を発表している[97]。

## 理事構成
2021年1月26日時点 ★：旧共同呼掛け人
- ケント・ギルバート★（カリフォルニア州弁護士、タレント）※2017年8月より理事[55][58]、2021年1月26日付にて代表理事
- 上念司★（経済評論家） ※2017年7月12日より二代目事務局長[54]、2017年8月より理事を兼務[55][58]
- 石川和男（政策アナリスト、社会保障経済研究所代表、元経産省官僚、東京財団上席研究員）
- すぎやまこういち★[1][1][2]（作曲家）※2017年3月末付け共同呼びかけ人を退任[1] したが、2019年12月9日付で顧問として復帰
- 田中秀臣（経済学者）※2017年8月より理事[55][58]、のち顧問

## 過去組織体制

### 初代共同呼びかけ人
- すぎやまこういち（作曲家）※2021年9月30日死去
- 渡部昇一[1][2]（英語学者、評論家）※2017年4月17日死去
- 鍵山秀三郎（イエローハット創業者）[1][2]
- 渡辺利夫 (経済学者)[1][2]（日本安全保障・危機管理学会会長）
- ケント・ギルバート[1][2]
- 上念司[1][2]
- 小川榮太郎（文芸評論家）[1][2] - 初代事務局長[1]。2017年7月12日、事務局長を退任、呼びかけ人は留任[54]。

計7人

### 視聴者の会時代

#### 過去の理事
- 福島香織（ジャーナリスト）※2017年8月より理事[55][58]、のち退任
- 百田尚樹★[要検証 – ノート][注 6]（放送作家・小説家）※2017年3月末より二代目代表呼びかけ人[1][49]、2017年8月より代表理事[55][58]
- 有本香（ジャーナリスト）※2018年4月2日より理事[3]

### 賛同者
2016年1月13日時点で62人。2016年3月18日付毎日新聞夕刊記事で、賛同した一人である溝口敦が取材に対し「どういう人たちが作った団体か確認せずに不注意で賛同してしまった」「真実と自律を保障する放送法を盾に、政治権力と戦わなきゃ」などと回答したと報じられた。2016年3月22日、20人追加公表。
五十音順（敬称略）
- 青山繁晴（前独立総合研究所社長、参議院議員）
- 青山武憲（憲法学者）
- 浅野一郎（法学者）
- 浅野善治（憲法学者）
- 荒木田修（弁護士）
- 安藤豊（教育学者）
- 安保克也（憲法学者）
- 大高未貴（ジャーナリスト）
- 石川真理子（作家）
- 石田榮仁郎（弁護士）
- 市田ひろみ（服飾評論家）
- 伊藤哲夫（日本政策研究センター代表）
- 井上雅夫（文学者）
- 潮匡人（評論家）
- 宇野茂彦（中国文学者）
- 梅澤昇平（政治学者）
- 梅原克彦（元仙台市長）
- エドワーズ博美（日本語講師）
- 大西達夫（弁護士）
- 岡野俊昭（元銚子市長）
- 小川和久（軍事アナリスト）
- 尾崎幸廣（弁護士）
- 呉善花（日本評論家）
- 小田村四郎（明成社社長・元拓殖大学総長） ※故人
- 小山和伸（経済学者）
- 加瀬英明（外交評論家）
- 勝岡寛次（歴史学者）
- 勝間和代（経済評論家）
- 勝俣幸洋（弁護士）
- 加藤栄一（行政学者）
- 河田勝夫（弁護士）
- 小林道憲（哲学者）
- 小林路義（鈴鹿国際大学名誉教授）
- 小堀桂一郎（比較文学者）
- 坂本治久（工学者）
- 佐々淳行（危機管理評論家）
- 佐瀬昌盛（国際政治学者）
- 四方輝夫（ジャーナリスト）
- 石平（中国問題評論家）
- 高池勝彦（弁護士）
- 高木桂蔵（文化人類学者）
- 田中善信（弁護士）
- 俵孝太郎（政治評論家）
- 土田龍太郎（インド文学者）
- 徳永信一（弁護士）
- 中垣昇（中京大学名誉教授）
- 中村尚吾（弁護士）
- 西尾幹二（評論家）
- 西岡力（北朝鮮に拉致された日本人を救出するための全国協議会代表）
- 西修（憲法学者）
- 西原正（平和安全保障研究所理事長）
- 西元徹也（軍事評論家）
- 芳賀綏（日本語学者）
- 畠山省四朗（工学者）
- 馬場正裕（弁護士）
- 濱口和久（安全保障研究家）
- 浜田正夫（弁護士）
- 浜谷英博（憲法学者）
- 原洋司（弁護士）
- 東中野修道（歴史学者）
- 平間洋一（歴史学者）
- 廣池幹堂（公益社団法人モラロジー研究所理事長）
- 福田逸（演出家）
- 福留民夫（文京学院大学名誉教授）
- ペマ・ギャルポ（国際政治学者）
- 堀内恭彦（弁護士）
- 増田次郎（弁護士）
- 松井嘉和（日本語学者）
- 松浦光修（歴史学者）
- 松尾新吾（九州電力相談役、日本会議福岡本部会長）
- 松尾千秋（弁護士）
- 松原久（やまと新聞記者）
- 丸山敏秋（一般社団法人倫理研究所理事長）
- 水谷研治（経済学者）
- 溝口敦（作家、ジャーナリスト）
- 宮崎正弘（ジャーナリスト）
- 宮脇淳子（歴史学者）
- 茂木弘道（史実を世界に発信する会事務局長）
- 森敬惠（ソプラノ歌手）
- 森野安弘（軍事評論家）
- 山村明義（ジャーナリスト）
- 吉田好克（ヨーロッパ文学者）　計82人

### 過去の賛同者・退会者
- 岸博幸（元経産官僚）